# Shin-Keisei série 8800
La série 8800 (8800形, 8800-gata) de Shin-Keisei est un type de rame automotrice exploitée depuis 1986 pans la préfecture de Chiba au Japon.

## Conception
Les trains de la série 8800 ont été conçus pour remplacer les anciens modèles de la série 8000. Ils ont également été l'un des premiers trains de la région de Kantō utilisant un système de contrôle VVVF. Le prix de fabrication d'une voiture était d'environ 103 millions de yens.
Le système de numérotation suit l'ordre de 8801 à 8896. Le premier train de la série était numéroté 8801, et les autres ont suivi par ordre croissant.

## Caractéristiques techniques

### Structure
La série 8800 a une carrosserie en acier ordinaire de 18 mètres de long avec trois portes de chaque côté. La forme avant du train comprend deux grandes fenêtres avec un pilier central. 
En 2014, certaines rames ont été repeintes aux couleurs de l'entreprise.

### Intérieur
Les sièges ont été modifiés plusieurs fois. À l'origine, les sièges normaux étaient orange et les sièges prioritaires gris. Les sièges sont désormais bordeaux pour les passagers ordinaires et bleus pour les sièges prioritaires.

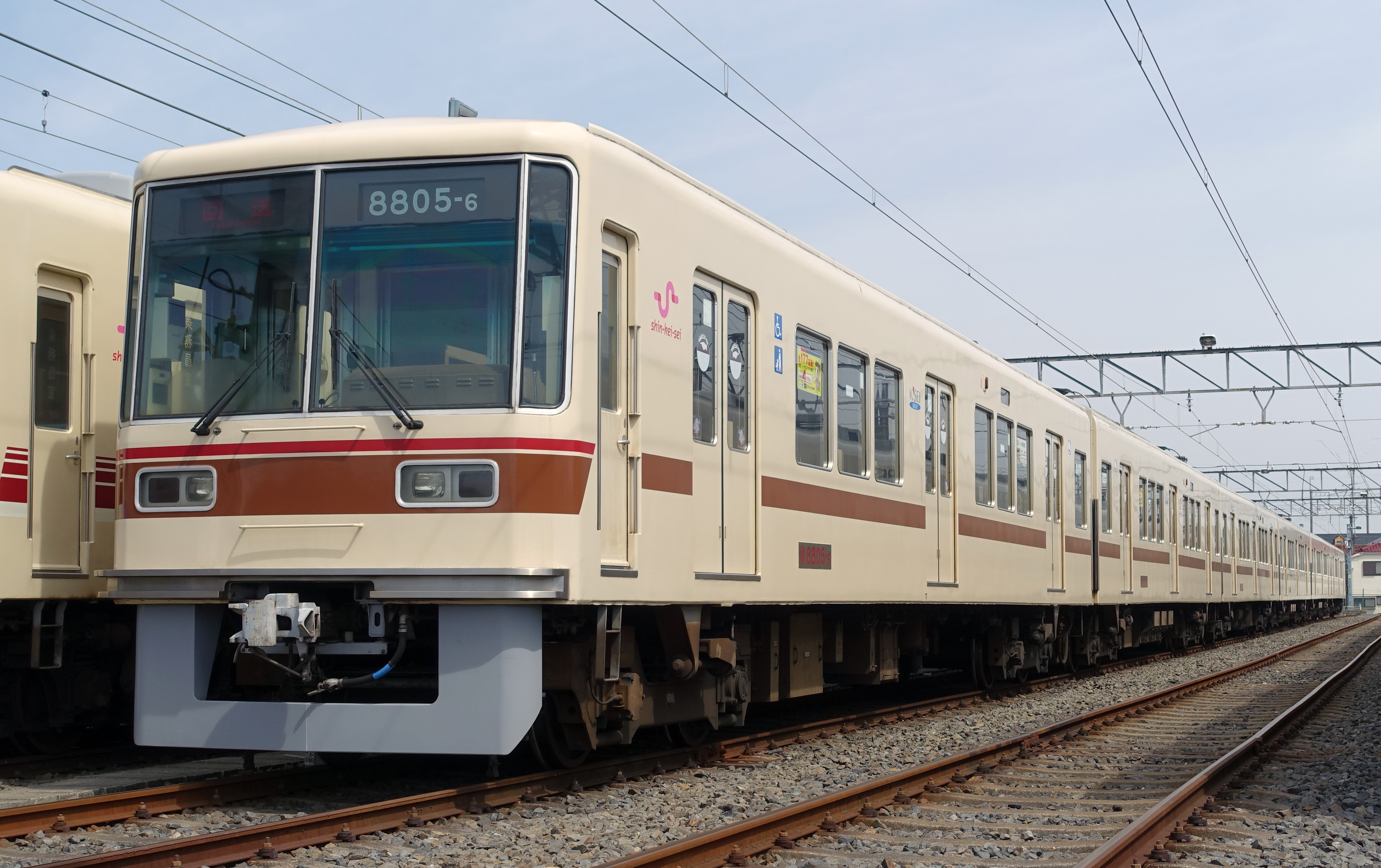
Train avec la peinture originale, sans les bandes de portes.
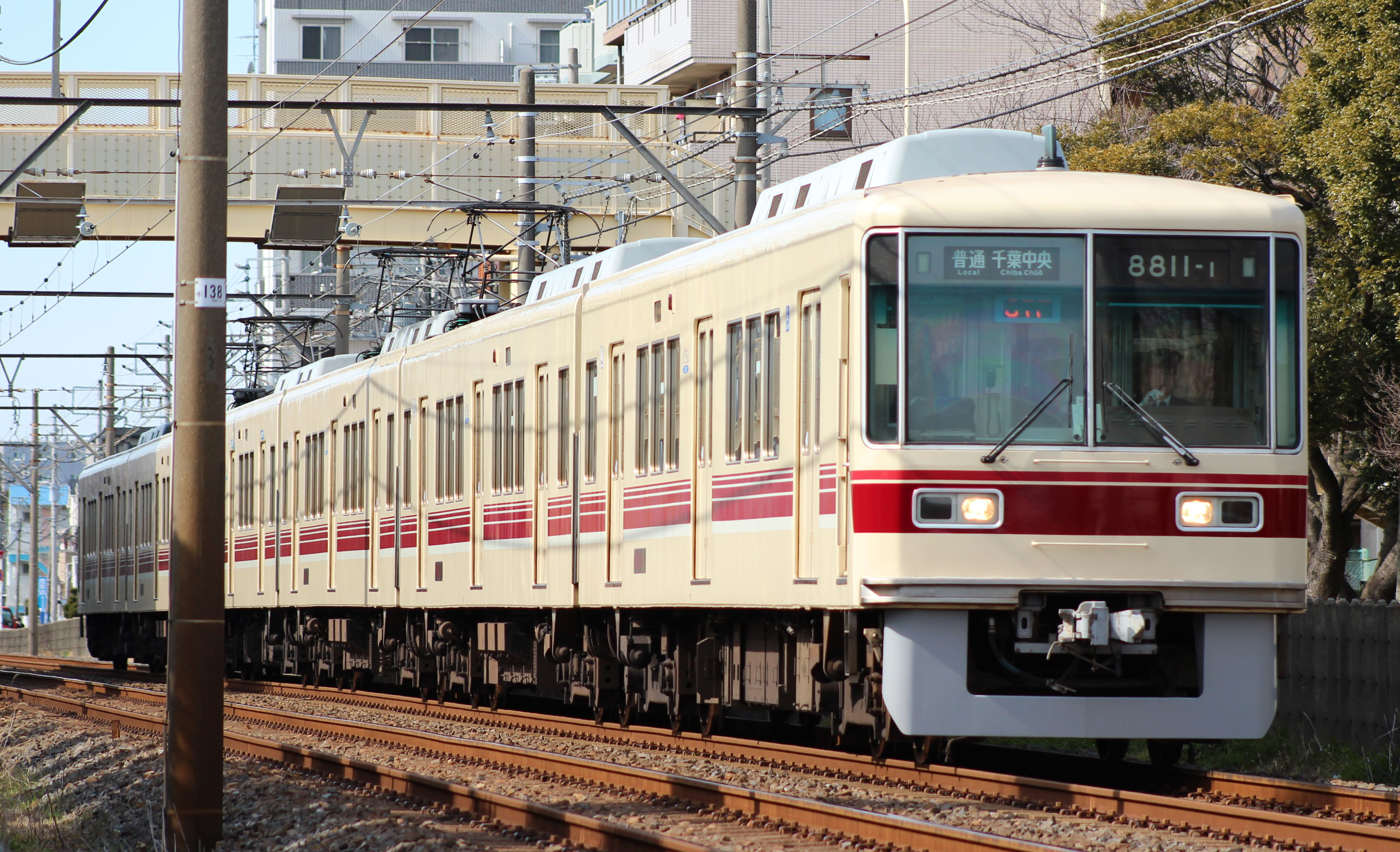
Train peint pour la liaison avec la ligne Keisei Chiba.
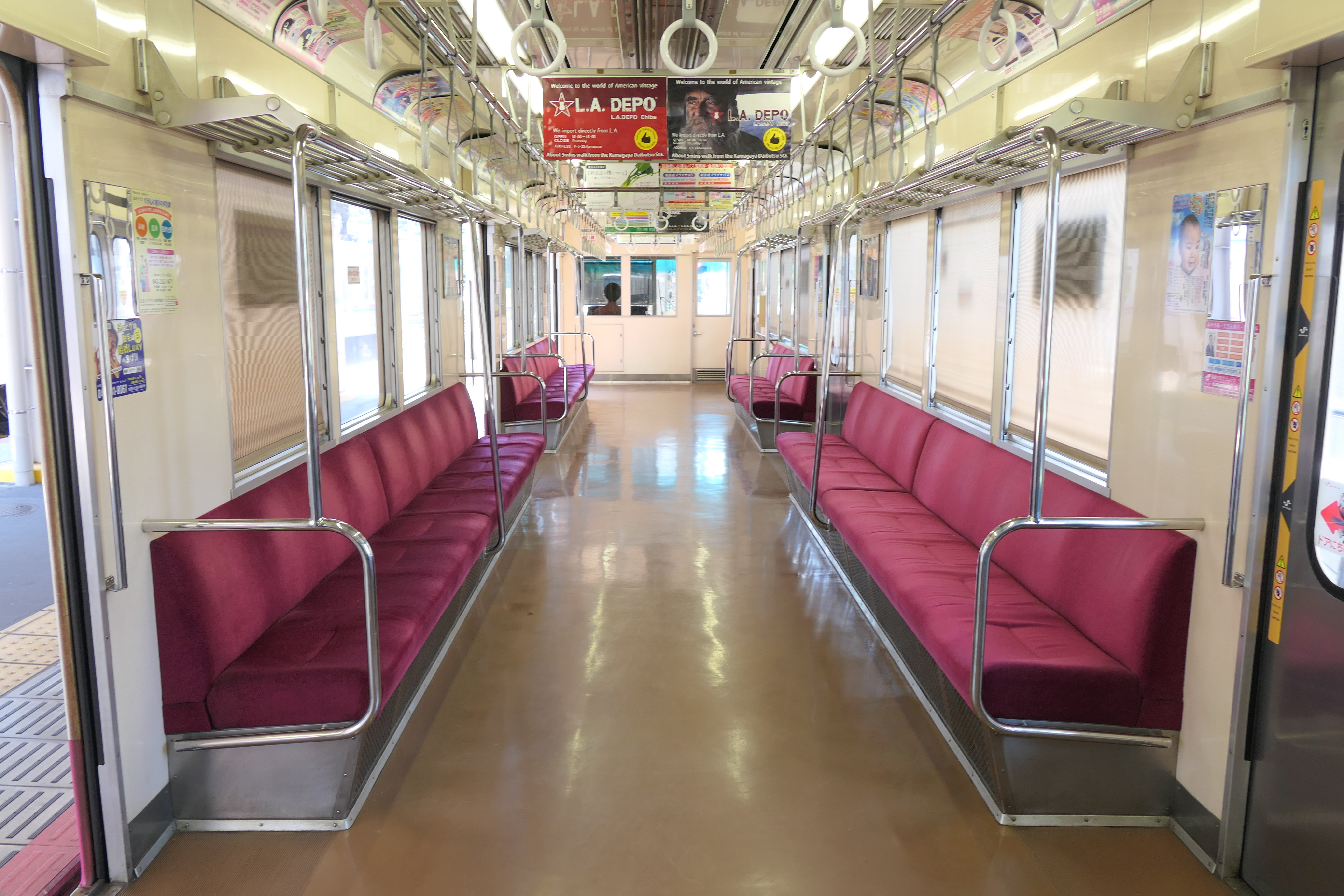
Intérieur de la série 8800 (juin 2021)

### Systèmes mécaniques
La série utilise un contrôle GTO avec des moteurs synchrones triphasés de Mitsubishi Electric d'une puissance de 135 kW. Le système de freinage est un frein électrique à commande pneumatique combiné avec un frein à récupération.
Les bogies sont fabriqués par Sumitomo Metal Industries, utilisant un système de suspension pneumatique. Le système de climatisation utilise des unités de 9,0 kW fabriquées par Mitsubishi Electric.

## Modifications
En 2001, les premières améliorations ont été apportées avec l'ajout de systèmes d'alerte pour les portes et des espaces pour fauteuils roulants. En 2009, un système de diffusion automatique des annonces a été introduit avec des voix en japonais et en anglais.

## Services
Les rames sont affectées à la ligne Shin-Keisei et peuvent également rouler sur la ligne Keisei Chiba.

## Remplacement et déclassement
La série 8800 devrait être progressivement retirée du service avec l'introduction de la nouvelle série 80000.